# Pione rhabdophora
Pione rhabdophora är en svampdjursart som först beskrevs av Jörn Hentschel 1914.  Pione rhabdophora ingår i släktet Pione och familjen borrsvampar.
Artens utbredningsområde är havet utanför Kap Verde. Inga underarter finns listade i Catalogue of Life.